# Bistum Alet

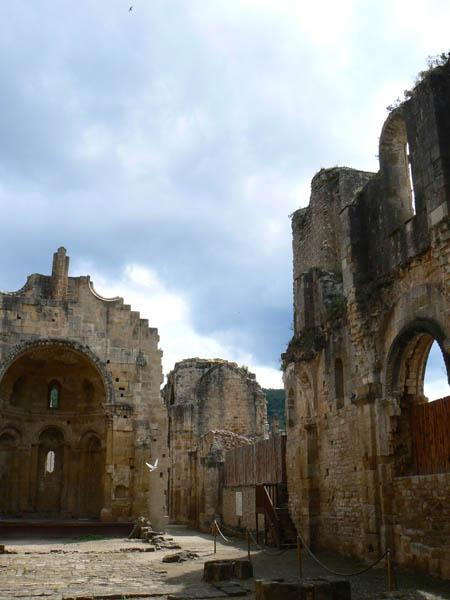
Überreste der Kathedrale Ste-Marie in Alet-les-Bains

Das Bistum Alet (lat.: Dioecesis Electensis seu Aletensis) war eine in Frankreich gelegene römisch-katholische Diözese mit Sitz in Alet-les-Bains. 

## Geschichte
Das Bistum Alet wurde am 28. Februar 1318 durch Papst Johannes XXII. mit der Päpstlichen Bulle Alma mater Ecclesia aus Gebietsabtretungen des Erzbistums Narbonne errichtet. Erster Bischof war Barthélemy. Die Abteikirche Sainte-Marie wurde zur Kathedrale. Das Bistum Alet war dem Erzbistum Narbonne als Suffraganbistum unterstellt.
Am 29. November 1801 wurde das Bistum Alet infolge des Konkordates von 1801 durch Papst Pius VII. mit der Päpstlichen Bulle Qui Christi Domini aufgelöst und das Territorium wurde dem Erzbistum Toulouse und dem Bistum Carcassonne angegliedert.
Am 9. Februar 2009 wurde das Bistum Alet als Titularbistum Alet wiedererrichtet.